# Chaetocnema tonkinensis
Chaetocnema tonkinensis (лат.) — вид жуков-листоедов рода Chaetocnema трибы земляные блошки из подсемейства козявок (Galerucinae, Chrysomelidae).

## Распространение
Встречаются в Юго-восточной Азии (Вьетнам, Китай, Таиланд).

## Описание
Длина 1,70—1,80 мм, ширина 1,00—1,05 мм. От близких видов (Chaetocnema hainanensis, Chaetocnema longipunctata) отличается комбинацией следующих признаков: крупными пунктурами на пронотуме, формой эдеагуса (он сильно изогнут при латеральном взгляде) и переднеспинки (соотношение ширины к длине 1,70—1,72). Переднеспинка и надкрылья чёрные с бронзовым металлическим отливом. Голова и дорзум тонко сетчатые. Фронтолатеральная борозда присутствует. Антенномеры усиков желтовато-коричневые (А1-11), ноги желтовато-коричневые и коричневые. Голова гипогнатная (ротовые органы направлены вниз). Надкрылья покрыты несколькими рядами (6—8) многочисленных мелких точек — пунктур. Бока надкрылий выпуклые. Второй и третий вентриты слиты. Средние и задние голени с выемкой на наружной стороне перед вершиной. Переднеспинка без базальной бороздки, но есть два продольных вдавления. Вид был впервые описан в 1934 году китайским энтомологом Shee-ming Chen по материалам из Вьетнама, а его валидный статус был подтверждён в ходе ревизии, проведённой в 2019 году в ходе ревизии ориентальной фауны рода Chaetocnema, которую провели энтомологи Александр Константинов (Systematic Entomology Laboratory, USDA, c/o Smithsonian Institution, National Museum of Natural History, Вашингтон, США) и его коллеги из Китая (Ruan Y., Yang X., Zhang M.) и Индии (Prathapan K. D.). Кормовые растения из семейства злаки (Poaceae).